# Campeonato Mundial de Balonmano Femenino de 2023
El XXVI Campeonato Mundial de Balonmano Femenino se celebró conjuntamente en Dinamarca, Noruega y Suecia entre el 29 de noviembre y el 17 de diciembre de 2023 bajo la organización de la Federación Internacional de Balonmano (IHF) y las federaciones de balonmano de los respectivos países sedes.
Un total de treinta y dos selecciones nacionales compitieron por el título mundial, cuyo anterior portador era el equipo de Noruega, vencedor del Mundial de 2021.
El equipo de Francia conquistó su tercer título mundial al derrotar en la final a la selección de Noruega con un marcador de 31-28. En el partido por el tercer lugar el conjunto de Dinamarca venció al de Suecia.

## Clasificación
| Competición                            | Fecha                                        | Sede                                         | Plazas | Equipos clasificados                                                                     |
| -------------------------------------- | -------------------------------------------- | -------------------------------------------- | ------ | ---------------------------------------------------------------------------------------- |
| Países anfitriones                     | —                                            | —                                            | 3      | Dinamarca Noruega Suecia                                                                 |
| Campeonato Africano                    | 9 – 19 de noviembre de 2022                  | Dakar ( Senegal)                             | 4      | Angola Camerún Rep. del Congo Senegal                                                    |
| Campeonato Europeo                     | 4 – 20 de noviembre de 2022                  | Eslovenia · Macedonia del Norte · Montenegro | 3      | Francia Montenegro Países Bajos                                                          |
| Campeonato Sudamericano                | 15 – 19 de noviembre de 2022                 | Buenos Aires ( Argentina)                    | 2      | Argentina Brasil                                                                         |
| Campeonato Asiático                    | 24 de noviembre – 4 de diciembre de 2022     | Incheon ( Corea del Sur)                     | 5      | China Corea del Sur Irán Japón Kazajistán                                                |
| Campeonato Centroamericano             | 28 de febrero – 4 de marzo de 2023           | Managua · ( Nicaragua)                       | 2      | Chile Paraguay                                                                           |
| Proceso europeo de clasificación       | 2 de noviembre de 2022 – 12 de abril de 2023 | —                                            | 10     | Alemania Croacia Eslovenia España Hungría Polonia República Checa Rumania Serbia Ucrania |
| Campeonato Norteamericano y del Caribe | 4 – 11 de junio de 2023                      | Nuuk ( Groenlandia)                          | 1      | Groenlandia                                                                              |
| Invitación                             | —                                            | —                                            | 2      | Austria Islandia                                                                         |
| TOTAL                                  |                                              |                                              | 32     | 32                                                                                       |

## Sedes
| Foto | Grupo                  | Ciudad                     | Instalación        | Capacidad |
| ---- | ---------------------- | -------------------------- | ------------------ | --------- |
|      | E, F, III y Fase final | Herning ( Dinamarca)       | Jyske Bank Boxen   | 15 000    |
|      | G, H, IV               | Frederikshavn ( Dinamarca) | Arena Nord         | 2500      |
|      | C y D                  | Stavanger · ( Noruega)     | DNB Arena          | 5000      |
|      | II y Fase final        | Trondheim · ( Noruega)     | Trondheim Spektrum | 8960      |
|      | B                      | Helsingborg · ( Suecia)    | Helsingborg Arena  | 5000      |
|      | A, I                   | Gotemburgo · ( Suecia)     | Scandinavium       | 12 000    |

## Árbitros
23 parejas de árbitros fueron seleccionadas para este campeonato.
| País                 | Árbitros                           |
| -------------------- | ---------------------------------- |
| Alemania             | Maike Merz Tanja Kuttler           |
| Argelia              | Yousef Beljiri Sid Ali Hamidi      |
| Argentina            | María Paolantoni Mariana García    |
| Austria              | Denis Bolic Christoph Hurich       |
| Bosnia y Herzegovina | Amar Konjičanin Dino Konjičanin    |
| Brasil               | Bruna Correa Renata Correa         |
| Bulgaria             | Gueorgui Dynchinov Yulian Goretsov |
| China                | Cheng Yufeng Zhou Yunle            |
| Corea del Sur        | Koo Bo-Ok Lee Se-Ok                |
| Dinamarca            | Mads Hansen Jesper Madsen          |
| Egipto               | Yasmina El-Saied Heidy El-Saied    |
| Eslovaquia           | Andrej Budzák Michal Záhradník     |

| País       | Árbitros                          |
| ---------- | --------------------------------- |
| Eslovenia  | Bojan Lah David Sok               |
| España     | Javier Álvarez Ion Bustamante     |
| Francia    | Yann Carmaux Julien Mursch        |
| Hungría    | Kristóf Altmár Márton Horváth     |
| Kuwait     | Dalal Al-Naseem Maali Al-Enezi    |
| Moldavia   | Alexei Covalciuc Igor Covalciuc   |
| Montenegro | Jelena Vujačić Anđelina Kažanegra |
| Noruega    | Eskil Braseth Leif André Sundet   |
| Rumania    | Cristina Lovin Simona Stancu      |
| Serbia     | Marko Sekulić Vladimir Jovandić   |
| Uruguay    | Mathias Sosa Cristian Lemes       |

## Grupos
El sorteo de los grupos se llevó a cabo el 6 de julio de 2023 en Gotemburgo, Suecia.
| Grupo A | Grupo B    | Grupo C       | Grupo D   |
| ------- | ---------- | ------------- | --------- |
| Suecia  | Montenegro | Noruega       | Francia   |
| Croacia | Hungría    | Corea del Sur | Eslovenia |
| China   | Camerún    | Groenlandia   | Angola    |
| Senegal | Paraguay   | Austria       | Islandia  |

| Grupo E   | Grupo F  | Grupo G    | Grupo H         |
| --------- | -------- | ---------- | --------------- |
| Dinamarca | Alemania | Brasil     | Países Bajos    |
| Rumania   | Polonia  | España     | República Checa |
| Serbia    | Japón    | Ucrania    | Argentina       |
| Chile     | Irán     | Kazajistán | Rep. del Congo  |

## Primera fase
- Todos los partidos en la hora local de Dinamarca/Noruega/Suecia (UTC+1).

Los primeros tres de cada grupo alcanzan la fase principal. Los equipos restantes juegan entre sí por los puestos 25 a 31 en la Copa Presidente.

### Grupo A
| Equipo  | J | G | E | P | GF | GC | DG  | PTS |
| ------- | - | - | - | - | -- | -- | --- | --- |
| Suecia  | 3 | 3 | 0 | 0 | 84 | 59 | +25 | 6   |
| Croacia | 3 | 1 | 1 | 1 | 78 | 57 | +21 | 3   |
| Senegal | 3 | 1 | 1 | 1 | 62 | 63 | -1  | 3   |
| China   | 3 | 0 | 0 | 3 | 52 | 97 | -45 |     |

- Resultados

| Fecha | Hora  | Partido¹ | Partido¹ | Partido¹ | Resultado |
| ----- | ----- | -------- | -------- | -------- | --------- |
| 01.12 | 18:00 | Croacia  | -        | Senegal  | 22-22     |
| 01.12 | 20:30 | Suecia   | -        | China    | 36-24     |
| 03.12 | 15:30 | Croacia  | -        | China    | 39-13     |
| 03.12 | 18:00 | Senegal  | -        | Suecia   | 18-26     |
| 05.12 | 18:00 | China    | -        | Senegal  | 15-25     |
| 05.12 | 20:30 | Suecia   | -        | Croacia  | 22-17     |

- (¹) – Todos en Gotemburgo.

### Grupo B
| Equipo     | J | G | E | P | GF | GC  | DG  | PTS |
| ---------- | - | - | - | - | -- | --- | --- | --- |
| Montenegro | 3 | 3 | 0 | 0 | 90 | 55  | +35 | 6   |
| Hungría    | 3 | 2 | 0 | 1 | 92 | 56  | +36 | 4   |
| Camerún    | 3 | 1 | 0 | 2 | 57 | 87  | -30 | 2   |
| Paraguay   | 3 | 0 | 0 | 3 | 61 | 102 | -41 | 0   |

- Resultados

| Fecha | Hora  | Partido¹   | Partido¹ | Partido¹   | Resultado |
| ----- | ----- | ---------- | -------- | ---------- | --------- |
| 30.11 | 18:00 | Montenegro | -        | Camerún    | 25-11     |
| 30.11 | 20:30 | Hungría    | -        | Paraguay   | 35-12     |
| 02.12 | 18:00 | Paraguay   | -        | Montenegro | 26-41     |
| 02.12 | 20:30 | Hungría    | -        | Camerún    | 39-20     |
| 04.12 | 18:00 | Camerún    | -        | Paraguay   | 26-23     |
| 04.12 | 20:30 | Montenegro | -        | Hungría    | 24-18     |

- (¹) – Todos en Helsingborg.

### Grupo C
| Equipo        | J | G | E | P | GF  | GC  | DG  | PTS |
| ------------- | - | - | - | - | --- | --- | --- | --- |
| Noruega       | 3 | 3 | 0 | 0 | 121 | 62  | +59 | 6   |
| Austria       | 3 | 2 | 0 | 1 | 101 | 97  | +4  | 4   |
| Corea del Sur | 3 | 1 | 0 | 2 | 79  | 79  | 0   | 2   |
| Groenlandia   | 3 | 0 | 0 | 3 | 50  | 113 | -63 | 0   |

- Resultados

| Fecha | Hora  | Partido¹      | Partido¹ | Partido¹      | Resultado |
| ----- | ----- | ------------- | -------- | ------------- | --------- |
| 29.11 | 18:00 | Corea del Sur | -        | Austria       | 29-30     |
| 29.11 | 20:30 | Noruega       | -        | Groenlandia   | 43-11     |
| 01.12 | 18:00 | Corea del Sur | -        | Groenlandia   | 27-16     |
| 01.12 | 20:30 | Austria       | -        | Noruega       | 28-45     |
| 03.12 | 18:00 | Groenlandia   | -        | Austria       | 23-43     |
| 03.12 | 20:30 | Noruega       | -        | Corea del Sur | 33-23     |

- (¹) – Todos en Stavanger.

### Grupo D
| Equipo    | J | G | E | P | GF | GC | DG  | PTS |
| --------- | - | - | - | - | -- | -- | --- | --- |
| Francia   | 3 | 3 | 0 | 0 | 92 | 78 | +14 | 6   |
| Eslovenia | 3 | 2 | 0 | 1 | 87 | 79 | +8  | 4   |
| Angola    | 3 | 0 | 1 | 2 | 79 | 86 | -7  | 1   |
| Islandia  | 3 | 0 | 1 | 2 | 72 | 87 | -15 | 1   |

- Resultados

| Fecha | Hora  | Partido¹  | Partido¹ | Partido¹  | Resultado |
| ----- | ----- | --------- | -------- | --------- | --------- |
| 30.11 | 18:00 | Eslovenia | -        | Islandia  | 30-24     |
| 30.11 | 20:30 | Francia   | -        | Angola    | 30-29     |
| 02.12 | 15:30 | Eslovenia | -        | Angola    | 30-24     |
| 02.12 | 18:00 | Islandia  | -        | Francia   | 22-31     |
| 04.12 | 18:00 | Angola    | -        | Islandia  | 26-26     |
| 04.12 | 21:00 | Francia   | -        | Eslovenia | 31-27     |

- (¹) – Todos en Stavanger.

### Grupo E
| Equipo    | J | G | E | P | GF  | GC  | DG  | PTS |
| --------- | - | - | - | - | --- | --- | --- | --- |
| Dinamarca | 3 | 3 | 0 | 0 | 110 | 55  | +55 | 6   |
| Rumania   | 3 | 2 | 0 | 1 | 104 | 86  | +18 | 4   |
| Serbia    | 3 | 1 | 0 | 2 | 79  | 78  | +1  | 2   |
| Chile     | 3 | 0 | 0 | 3 | 46  | 120 | -74 | 0   |

- Resultados

| Fecha | Hora  | Partido¹  | Partido¹ | Partido¹  | Resultado |
| ----- | ----- | --------- | -------- | --------- | --------- |
| 01.12 | 18:00 | Rumania   | -        | Chile     | 44-19     |
| 01.12 | 20:30 | Dinamarca | -        | Serbia    | 25-21     |
| 03.12 | 18:00 | Rumania   | -        | Serbia    | 37-28     |
| 03.12 | 20:30 | Chile     | -        | Dinamarca | 11-46     |
| 05.12 | 18:00 | Serbia    | -        | Chile     | 30-16     |
| 05.12 | 20:30 | Dinamarca | -        | Rumania   | 39-23     |

- (¹) – Todos en Herning.

### Grupo F
| Equipo   | J | G | E | P | GF  | GC  | DG  | PTS |
| -------- | - | - | - | - | --- | --- | --- | --- |
| Alemania | 3 | 3 | 0 | 0 | 109 | 69  | +40 | 6   |
| Polonia  | 3 | 2 | 0 | 1 | 84  | 78  | +6  | 4   |
| Japón    | 3 | 1 | 0 | 2 | 102 | 73  | +29 | 2   |
| Irán     | 3 | 0 | 0 | 3 | 47  | 122 | -75 | 0   |

- Resultados

| Fecha | Hora  | Partido¹ | Partido¹ | Partido¹ | Resultado |
| ----- | ----- | -------- | -------- | -------- | --------- |
| 30.11 | 18:00 | Alemania | -        | Japón    | 31-30     |
| 30.11 | 20:30 | Polonia  | -        | Irán     | 35-15     |
| 02.12 | 18:00 | Irán     | -        | Alemania | 22-45     |
| 02.12 | 20:30 | Polonia  | -        | Japón    | 32-30     |
| 04.12 | 18:00 | Japón    | -        | Irán     | 42-10     |
| 04.12 | 20:30 | Alemania | -        | Polonia  | 33-17     |

- (¹) – Todos en Herning.

### Grupo G
| Equipo     | J | G | E | P | GF  | GC  | DG  | PTS |
| ---------- | - | - | - | - | --- | --- | --- | --- |
| España     | 3 | 3 | 0 | 0 | 93  | 62  | +31 | 6   |
| Brasil     | 3 | 2 | 0 | 1 | 106 | 62  | +44 | 4   |
| Ucrania    | 3 | 1 | 0 | 2 | 77  | 91  | -14 | 2   |
| Kazajistán | 3 | 0 | 0 | 3 | 56  | 117 | -61 | 0   |

- Resultados

| Fecha | Hora  | Partido¹   | Partido¹ | Partido¹   | Resultado |
| ----- | ----- | ---------- | -------- | ---------- | --------- |
| 29.11 | 18:00 | Brasil     | -        | Ucrania    | 35-20     |
| 29.11 | 20:30 | España     | -        | Kazajistán | 34-17     |
| 01.12 | 18:00 | Kazajistán | -        | Brasil     | 15-46     |
| 01.12 | 20:30 | España     | -        | Ucrania    | 32-20     |
| 03.12 | 15:30 | Ucrania    | -        | Kazajistán | 37-24     |
| 03.12 | 18:00 | Brasil     | -        | España     | 25-27     |

- (¹) – Todos en Frederikshavn.

### Grupo H
| Equipo          | J | G | E | P | GF  | GC  | DG  | PTS |
| --------------- | - | - | - | - | --- | --- | --- | --- |
| Países Bajos    | 3 | 3 | 0 | 0 | 114 | 66  | +48 | 6   |
| República Checa | 3 | 2 | 0 | 1 | 83  | 77  | +6  | 4   |
| Argentina       | 3 | 1 | 0 | 2 | 79  | 98  | -19 | 2   |
| Rep. del Congo  | 3 | 0 | 0 | 3 | 68  | 103 | -35 | 0   |

- Resultados

| Fecha | Hora  | Partido¹        | Partido¹ | Partido¹        | Resultado |
| ----- | ----- | --------------- | -------- | --------------- | --------- |
| 30.11 | 18:00 | Países Bajos    | -        | Argentina       | 41-26     |
| 30.11 | 20:30 | República Checa | -        | Rep. del Congo  | 32-22     |
| 02.12 | 15:30 | República Checa | -        | Argentina       | 31-22     |
| 02.12 | 18:00 | Rep. del Congo  | -        | Países Bajos    | 20-40     |
| 04.12 | 18:00 | Argentina       | -        | Rep. del Congo  | 31-26     |
| 04.12 | 20:30 | Países Bajos    | -        | República Checa | 33-20     |

- (¹) – Todos en Frederikshavn.

## Segunda fase
- Todos los partidos en la hora local de Dinamarca/Noruega/Suecia (UTC+1).

Los primeros dos de cada grupo disputan los cuartos de final.

### Grupo I
| Equipo     | J | G | E | P | GF  | GC  | DG  | PTS |
| ---------- | - | - | - | - | --- | --- | --- | --- |
| Suecia     | 5 | 5 | 0 | 0 | 143 | 95  | +38 | 10  |
| Montenegro | 5 | 3 | 0 | 2 | 128 | 108 | +20 | 6   |
| Hungría    | 5 | 3 | 0 | 2 | 132 | 112 | +20 | 6   |
| Croacia    | 5 | 2 | 1 | 2 | 111 | 107 | +4  | 5   |
| Senegal    | 5 | 1 | 1 | 3 | 103 | 127 | -24 | 3   |
| Camerún    | 5 | 0 | 0 | 5 | 79  | 147 | -58 | 0   |

- Resultados

| Fecha | Hora  | Partido¹   | Partido¹ | Partido¹   | Resultado |
| ----- | ----- | ---------- | -------- | ---------- | --------- |
| 07.12 | 15:30 | Montenegro | -        | Croacia    | 25-26     |
| 07.12 | 18:00 | Senegal    | -        | Hungría    | 20-30     |
| 07.12 | 20:30 | Suecia     | -        | Camerún    | 37-13     |
| 09.12 | 15:30 | Senegal    | -        | Montenegro | 21-29     |
| 09.12 | 18:00 | Croacia    | -        | Camerún    | 24-15     |
| 09.12 | 20:30 | Hungría    | -        | Suecia     | 22-26     |
| 11.12 | 15:30 | Camerún    | -        | Senegal    | 20-22     |
| 11.12 | 18:00 | Hungría    | -        | Croacia    | 23-22     |
| 11.12 | 20:30 | Montenegro | -        | Suecia     | 25-32     |

- (¹) – Todos en Gotemburgo.

### Grupo II
| Equipo        | J | G | E | P | GF  | GC  | DG  | PTS |
| ------------- | - | - | - | - | --- | --- | --- | --- |
| Francia       | 5 | 5 | 0 | 0 | 158 | 128 | +30 | 10  |
| Noruega       | 5 | 4 | 0 | 1 | 172 | 115 | +57 | 8   |
| Eslovenia     | 5 | 3 | 0 | 2 | 141 | 143 | -2  | 6   |
| Angola        | 5 | 2 | 0 | 3 | 135 | 153 | -18 | 4   |
| Austria       | 5 | 1 | 0 | 4 | 137 | 177 | -40 | 2   |
| Corea del Sur | 5 | 0 | 0 | 5 | 132 | 159 | -27 | 0   |

- Resultados

| Fecha | Hora  | Partido¹      | Partido¹ | Partido¹      | Resultado |
| ----- | ----- | ------------- | -------- | ------------- | --------- |
| 06.12 | 15:30 | Corea del Sur | -        | Eslovenia     | 27-31     |
| 06.12 | 18:00 | Francia       | -        | Austria       | 41-27     |
| 06.12 | 20:30 | Noruega       | -        | Angola        | 37-19     |
| 08.12 | 15:30 | Austria       | -        | Angola        | 25-30     |
| 08.12 | 18:00 | Corea del Sur | -        | Francia       | 22-32     |
| 08.12 | 20:30 | Eslovenia     | -        | Noruega       | 21-34     |
| 10.12 | 15:30 | Angola        | -        | Corea del Sur | 33-31     |
| 10.12 | 18:00 | Eslovenia     | -        | Austria       | 32-27     |
| 10.12 | 20:30 | Francia       | -        | Noruega       | 24-23     |

- (¹) – Todos en Trondheim.

### Grupo III
| Equipo    | J | G | E | P | GF  | GC  | DG  | PTS |
| --------- | - | - | - | - | --- | --- | --- | --- |
| Dinamarca | 5 | 4 | 0 | 1 | 152 | 121 | +31 | 8   |
| Alemania  | 5 | 4 | 0 | 1 | 147 | 120 | +27 | 8   |
| Rumania   | 5 | 3 | 0 | 2 | 141 | 145 | -4  | 6   |
| Polonia   | 5 | 2 | 0 | 3 | 119 | 143 | -24 | 4   |
| Japón     | 5 | 2 | 0 | 3 | 137 | 141 | -4  | 4   |
| Serbia    | 5 | 0 | 0 | 5 | 111 | 137 | -26 | 0   |

- Resultados

| Fecha | Hora  | Partido¹  | Partido¹ | Partido¹  | Resultado |
| ----- | ----- | --------- | -------- | --------- | --------- |
| 07.12 | 15:30 | Serbia    | -        | Polonia   | 21-22     |
| 07.12 | 18:00 | Alemania  | -        | Rumania   | 24-22     |
| 07.12 | 20:30 | Dinamarca | -        | Japón     | 26-27     |
| 09.12 | 15:30 | Rumania   | -        | Japón     | 32-28     |
| 09.12 | 18:00 | Serbia    | -        | Alemania  | 21-31     |
| 09.12 | 20:30 | Polonia   | -        | Dinamarca | 22-32     |
| 11.12 | 15:30 | Japón     | -        | Serbia    | 22-20     |
| 11.12 | 18:00 | Polonia   | -        | Rumania   | 26-27     |
| 11.12 | 20:30 | Alemania  | -        | Dinamarca | 28-30     |

- (¹) – Todos en Herning.

### Grupo IV
| Equipo          | J | G | E | P | GF  | GC  | DG  | PTS |
| --------------- | - | - | - | - | --- | --- | --- | --- |
| Países Bajos    | 5 | 5 | 0 | 0 | 178 | 115 | +63 | 10  |
| República Checa | 5 | 3 | 0 | 2 | 138 | 130 | +8  | 6   |
| Brasil          | 5 | 3 | 0 | 2 | 150 | 128 | +22 | 6   |
| España          | 5 | 3 | 0 | 2 | 132 | 127 | +5  | 6   |
| Argentina       | 5 | 1 | 0 | 4 | 115 | 155 | -40 | 2   |
| Ucrania         | 5 | 0 | 0 | 5 | 104 | 162 | -58 | 0   |

- Resultados

| Fecha | Hora  | Partido¹        | Partido¹ | Partido¹        | Resultado |
| ----- | ----- | --------------- | -------- | --------------- | --------- |
| 06.12 | 15:30 | Ucrania         | -        | República Checa | 23-30     |
| 06.12 | 18:00 | España          | -        | Argentina       | 30-23     |
| 06.12 | 20:30 | Países Bajos    | -        | Brasil          | 35-27     |
| 08.12 | 15:30 | Brasil          | -        | Argentina       | 33-19     |
| 08.12 | 18:00 | República Checa | -        | España          | 30-22     |
| 08.12 | 20:30 | Ucrania         | -        | Países Bajos    | 21-40     |
| 10.12 | 12:00 | Argentina       | -        | Ucrania         | 25-20     |
| 10.12 | 14:15 | República Checa | -        | Brasil          | 27-30     |
| 10.12 | 16:30 | Países Bajos    | -        | España          | 29-21     |

- (¹) – Todos en Frederikshavn.

## Fase final
- Todos los partidos en la hora local de Dinamarca/Noruega (UTC+1).

|  | Cuartos de final | Cuartos de final |            |           | Semifinales     | Semifinales     |        |              | Final           | Final           |  |
|  | 13 de diciembre  | 13 de diciembre  |            |           | 15 de diciembre | 15 de diciembre |        |              | 17 de diciembre | 17 de diciembre |  |
|  |                  |                  |            |           |                 |                 |        |              |                 |                 |  |
|  |                  |                  |            |           |                 |                 |        |              |                 |                 |  |
|  | Suecia           | 27               |            |           |                 |                 |        |              |                 |                 |  |
|  | Suecia           | 27               |            |           |                 |                 |        |              |                 |                 |  |
|  | Alemania         | 20               |            |           |                 |                 |        |              |                 |                 |  |
|  | Alemania         | 20               |            | Suecia    | 28              |                 |        |              |                 |                 |  |
|  |                  |                  |            | Suecia    | 28              |                 |        |              |                 |                 |  |
|  |                  |                  | Francia    | 37        |                 |                 |        |              |                 |                 |  |
|  | Francia          | 33               | Francia    | 37        |                 |                 |        |              |                 |                 |  |
|  | Francia          | 33               |            |           |                 |                 |        |              |                 |                 |  |
|  | República Checa  | 22               |            |           |                 |                 |        |              |                 |                 |  |
|  | República Checa  | 22               |            |           |                 |                 |        | Francia      | 31              |                 |  |
|  |                  |                  |            |           |                 |                 |        | Francia      | 31              |                 |  |
|  |                  |                  | Noruega    | 28        |                 |                 |        |              |                 |                 |  |
|  | Dinamarca        | 26               | Noruega    | 28        |                 |                 |        |              |                 |                 |  |
|  | Dinamarca        | 26               |            |           |                 |                 |        |              |                 |                 |  |
|  | Montenegro       | 24               |            |           |                 |                 |        |              |                 |                 |  |
|  | Montenegro       | 24               |            | Dinamarca | 28              |                 |        | Tercer lugar | Tercer lugar    |                 |  |
|  |                  |                  |            | Dinamarca | 28              |                 |        | Tercer lugar | Tercer lugar    |                 |  |
|  |                  |                  | Noruega TE | 29        |                 |                 |        |              |                 |                 |  |
|  | Países Bajos     | 23               | Noruega TE | 29        |                 |                 | Suecia | 27           |                 |                 |  |
|  | Países Bajos     | 23               |            |           |                 |                 | Suecia | 27           |                 |                 |  |
|  | Noruega          | 30               |            |           |                 |                 |        |              | Dinamarca       | 28              |  |
|  | Noruega          | 30               |            |           |                 |                 |        |              | Dinamarca       | 28              |  |
|  |                  |                  |            |           |                 |                 |        |              |                 |                 |  |

### Cuartos de final
| Fecha | Hora  | Partido¹     | Partido¹ | Partido¹        | Resultado |
| ----- | ----- | ------------ | -------- | --------------- | --------- |
| 12.12 | 17:30 | Francia      | -        | República Checa | 33-22     |
| 12.12 | 20:30 | Países Bajos | -        | Noruega         | 23-30     |
| 13.12 | 17:30 | Suecia       | -        | Alemania        | 27-20     |
| 13.12 | 20:30 | Dinamarca    | -        | Montenegro      | 26-24     |

- (¹) – Los dos primeros en Trondheim, los otros dos en Herning.

### Semifinales
| Fecha | Hora  | Partido¹  | Partido¹ | Partido¹ | Resultado |
| ----- | ----- | --------- | -------- | -------- | --------- |
| 15.12 | 17:30 | Dinamarca | -        | Noruega  | 28-29 TE  |
| 15.12 | 21:00 | Suecia    | -        | Francia  | 28-37     |

- (¹) – En Herning.

### Tercer lugar
| Fecha | Hora  | Partido¹ | Partido¹ | Partido¹  | Resultado |
| ----- | ----- | -------- | -------- | --------- | --------- |
| 17.12 | 16:00 | Suecia   | -        | Dinamarca | 27-28     |

- (¹) – En Herning.

### Final
| Fecha | Hora  | Partido¹ | Partido¹ | Partido¹ | Resultado |
| ----- | ----- | -------- | -------- | -------- | --------- |
| 17.12 | 19:00 | Francia  | -        | Noruega  | 31-28     |

- (¹) – En Herning.

### Partidos de clasificación
5.º a 8.º lugar
| Fecha | Hora  | Partido¹   | Partido¹ | Partido¹        | Resultado |
| ----- | ----- | ---------- | -------- | --------------- | --------- |
| 15.12 | 11:30 | Alemania   | -        | República Checa | 32-26     |
| 15.12 | 14:30 | Montenegro | -        | Países Bajos    | 25-28     |

- (¹) – En Herning.

Séptimo lugar
| Fecha | Hora  | Partido¹        | Partido¹ | Partido¹   | Resultado |
| ----- | ----- | --------------- | -------- | ---------- | --------- |
| 17.12 | 10:15 | República Checa | -        | Montenegro | 24-28     |

- (¹) – En Herning.

Quinto lugar
| Fecha | Hora  | Partido¹ | Partido¹ | Partido¹     | Resultado |
| ----- | ----- | -------- | -------- | ------------ | --------- |
| 17.12 | 13:00 | Alemania | -        | Países Bajos | 26-30     |

- (¹) – En Herning.

## Medallero
| Francia | Noruega | Dinamarca |
| Sarah Bouktit Camille Depuiset Laura Flippes Pauletta Foppa Laura Glauser Léna Grandveau Lucie Granier Tamara Horacek Orlane Kanor Coralie Lassource Déborah Lassource Méline Nocandy Estelle Nze Minko Onacia Ondono Hatadou Sako Océane Sercien-Ugolin (R) Alicia Toublanc Chloé Valentini Grâce Zaadi | Maren Nyland Aardahl Ingvild Bakkerud Kari Brattset Dale Kristine Breistøl Thale Rushfeldt Deila Camilla Herrem Emilie Hovden Vilde Ingstad Katrine Lunde Nora Mørk Kristina Novak Olivia Nygaard Stine Bredal Oftedal Henny Reistad Maja Sæteren Stine Skogrand Silje Solberg Sanna Solberg-Isaksen | Louise Burgaard Emma Friis Helena Hagesø Elma Halilcevic Andrea Hansen Anne Mette Hansen Line Haugsted Mie Højlund Rikke Iversen Sarah Iversen Trine Jensen Kristina Jørgensen Anna Kristensen Kaja Nielsen Simone Petersen Althea Reinhardt Julie Scaglione Sandra Toft |
| Olivier Krumbholz (seleccionador) | Þórir Hergeirsson (seleccionador) | Jesper Jensen (seleccionador) |

## Estadísticas

### Clasificación general
| 1. Francia CM      |
| 2. Noruega JO      |
| 3. Dinamarca       |
| 4. Suecia          |
| 5. Países Bajos    |
| 6. Alemania        |
| 7. Montenegro      |
| 8. República Checa |
| 9. Brasil          |
| 10. Hungría        |
| 11. Eslovenia      |
| 12. Rumania        |
| 13. España         |
| 14. Croacia        |
| 15. Angola         |
| 16. Polonia        |
| 17. Japón          |
| 18. Senegal        |
| 19. Austria        |
| 20. Argentina      |
| 21. Serbia         |
| 22. Corea del Sur  |
| 23. Ucrania        |
| 24. Camerún        |
| 25. Islandia       |
| 26. Rep. del Congo |
| 27. Chile          |
| 28. China          |
| 29. Paraguay       |
| 30. Kazajistán     |
| 31. Irán           |
| 32. Groenlandia    |

### Máximas goleadoras
| Núm. | Nombre               | Selección       | Goles | Tiros | %    | Partidos jugados |
| ---- | -------------------- | --------------- | ----- | ----- | ---- | ---------------- |
| 1    | Markéta Jeřábková    | República Checa | 63    | 110   | 57 % | 9                |
| 2    | Henny Reistad        | Noruega         | 52    | 70    | 74 % | 9                |
| 3    | Eliza-Iulia Buceschi | Rumania         | 47    | 63    | 75 % | 6                |
| 3    | Angela Malestein     | Países Bajos    | 47    | 66    | 71 % | 9                |
| 3    | Kristina Jørgensen   | Dinamarca       | 47    | 74    | 64 % | 9                |
| 6    | Veronika Malá        | República Checa | 46    | 64    | 72 % | 9                |
| 7    | Nathalie Hagman      | Suecia          | 43    | 57    | 75 % | 9                |
| 7    | Dijana Mugoša        | Montenegro      | 43    | 62    | 69 % | 9                |
| 9    | Camilla Herrem       | Noruega         | 42    | 54    | 78 % | 9                |
| 10   | Charlotte Cholevová  | República Checa | 41    | 70    | 59 % | 7                |
| 10   | Fatemeh Merij        | Irán            | 41    | 87    | 47 % | 9                |

Fuente: 

### Mejores porteras
| Núm. | Nombre          | Equipo       | Paradas | Tiros | %    | Partidos jugados |
| ---- | --------------- | ------------ | ------- | ----- | ---- | ---------------- |
| 1    | Irma Schjött    | Suecia       | 18      | 31    | 58 % | 1                |
| 2    | Olivia Nygaard  | Noruega      | 10      | 18    | 56 % | 2                |
| 3    | Marta Batinović | Montenegro   | 40      | 78    | 51 % | 4                |
| 4    | Anna Kristensen | Dinamarca    | 11      | 22    | 50 % | 1                |
| 5    | Atsuko Baba     | Japón        | 26      | 53    | 49 % | 3                |
| 6    | Silje Solberg   | Noruega      | 65      | 161   | 40 % | 8                |
| 7    | Lucija Bešen    | Croacia      | 31      | 79    | 39 % | 6                |
| 8    | Zsófi Szemerey  | Hungría      | 12      | 31    | 39 % | 2                |
| 9    | Rinka Duijndam  | Países Bajos | 28      | 73    | 28 % | 7                |
| 10   | Tess Lieder     | Países Bajos | 18      | 47    | 38 % | 4                |

Fuente: 

### Equipo ideal
- Mejor jugadora del campeonato —MVP—: Henny Reistad ( Noruega).

| Posición          | Nombre               | País      |
| ----------------- | -------------------- | --------- |
| Portero           | Laura Glauser        | Francia   |
| Extremo derecho   | Nathalie Hagman      | Suecia    |
| Extremo izquierdo | Chloé Valentini      | Francia   |
| Pivote            | Linn Blohm           | Suecia    |
| Central           | Stine Bredal Oftedal | Noruega   |
| Lateral derecho   | Louise Burgaard      | Dinamarca |
| Lateral izquierdo | Estelle Nze Minko    | Francia   |

Fuente: 